# Namen-Jesu-Kirche (Breslau)

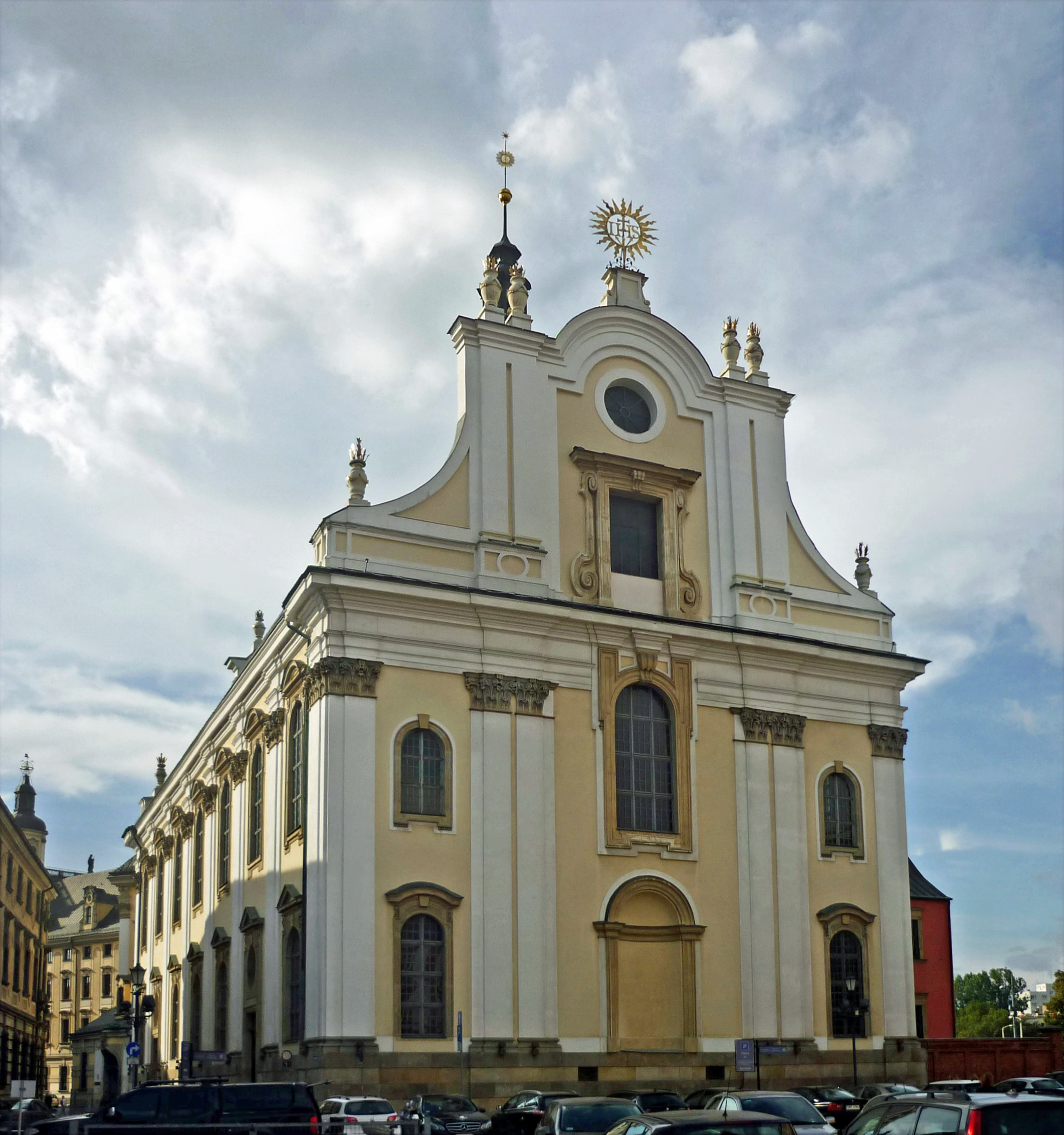
Namen-Jesu-Kirche

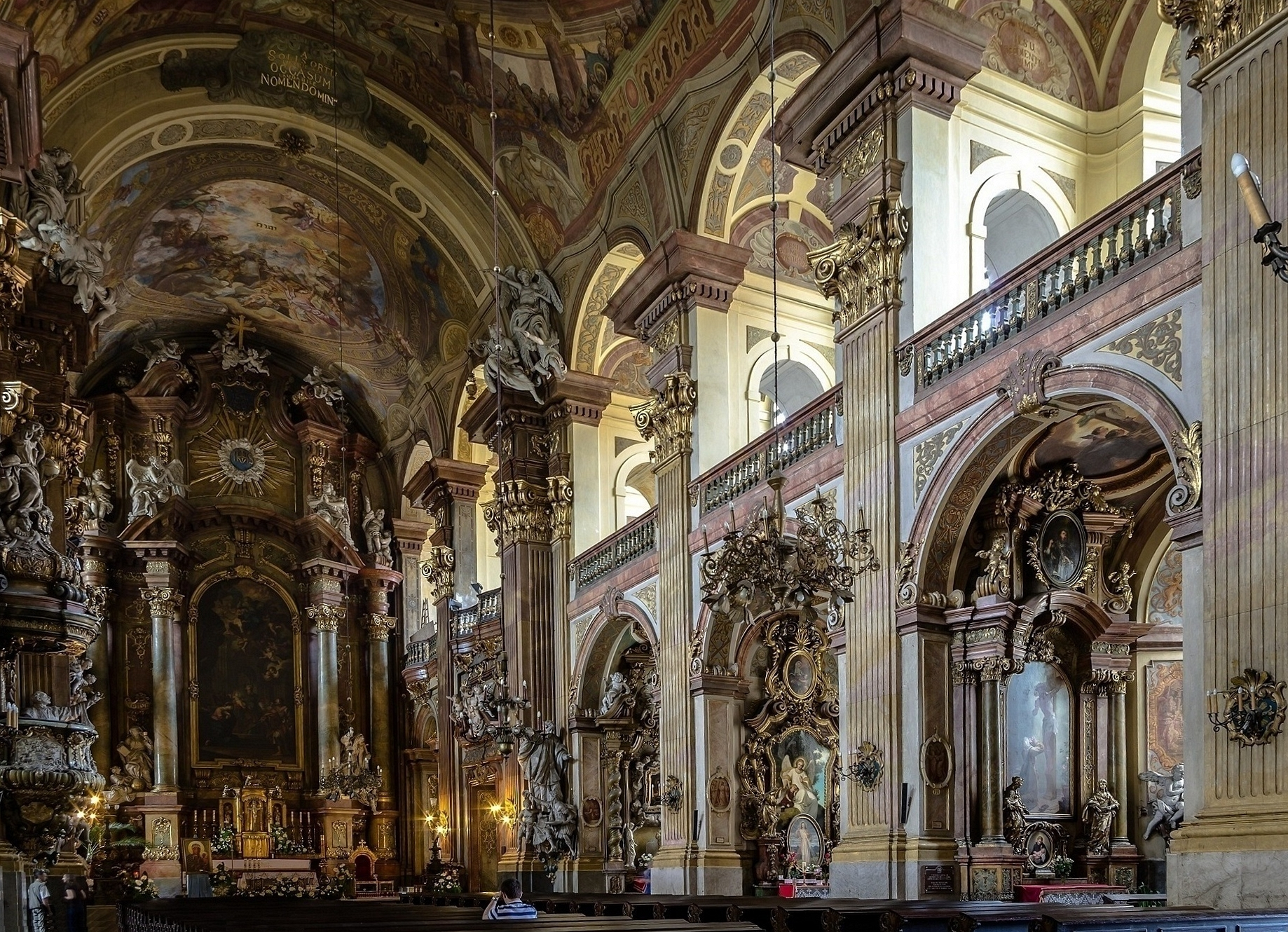
Barocker Innenraum

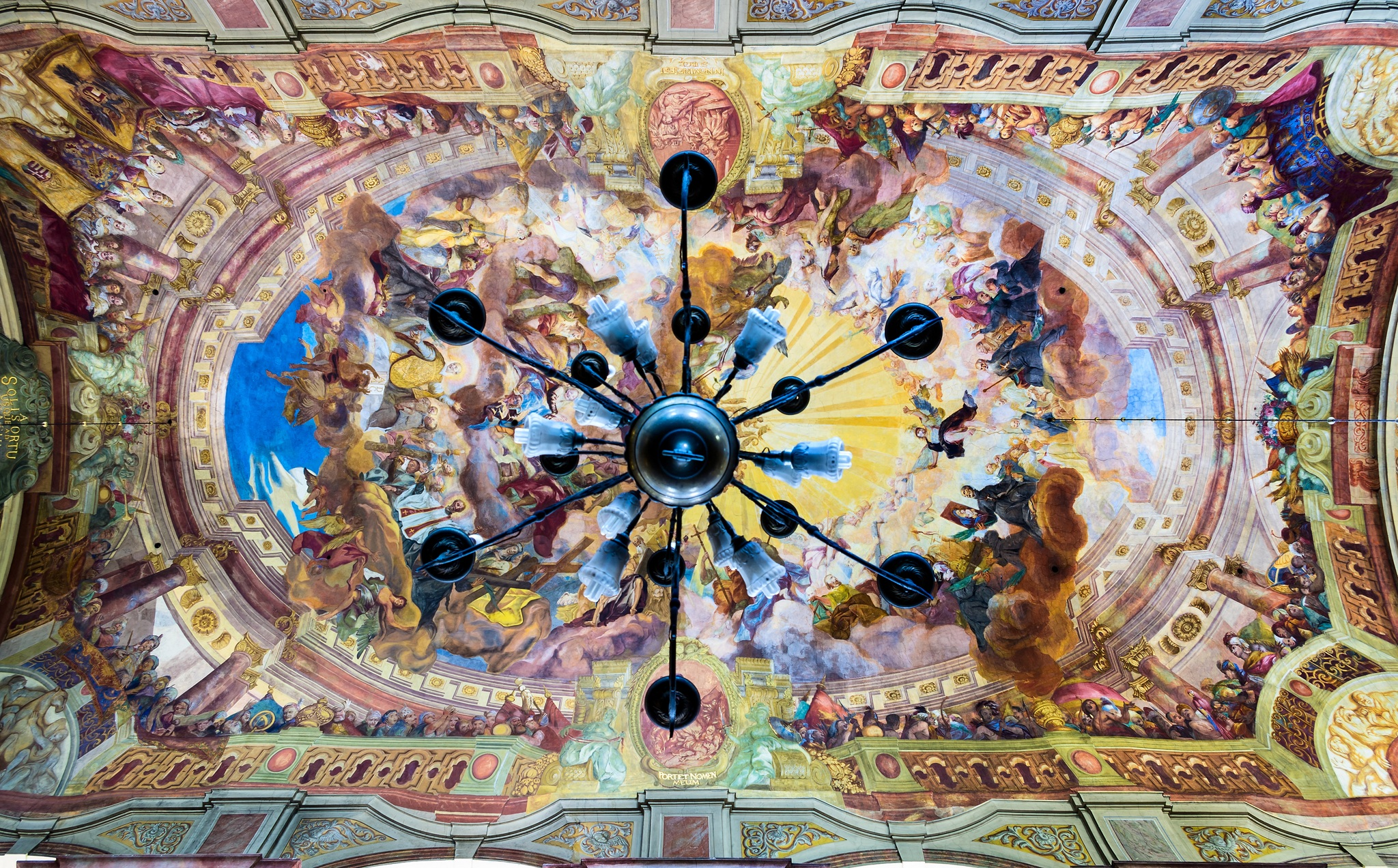
Deckenfresken

Die Namen-Jesus-Kirche (polnisch Kościół Imienia Jezus) ist eine römisch-katholische Kirche in der nördlichen Altstadt von Breslau. Sie wird heute als Universitätskirche der Universität Breslau genutzt.

## Lage
Das Gotteshaus befindet sich im Norden der Breslauer Altstadt in der Nähe der Oder. Sie liegt am Universitätsplatz Nr. 1 (poln. plac Uniwersyteckim 1). Die Kirche ist mit einem Torbogen mit dem Südflügel des alten Universitätsgebäudes verbunden.

## Geschichte
Zwischen 1689 und 1698 entstand die Kirche nach Plänen von Johann Georg Knoll im barocken Stil durch den Jesuitenorden. Bis 1734 wurde das Innere im spätbarocken Stil ausgestaltet. Auf dem Gelände stand einst eine Burg. Von dieser ist nur ein zweigeschossiger Bau erhalten geblieben, der in die Kirche integriert wurde und heute als Sakristei genutzt wird. Bis zur Säkularisation 1810 blieben die Jesuiten im Gotteshaus. Danach ging die Kirche an die Matthiasgemeinde über, deren Pfarrkirche bis dahin die kleinere Kreuzherrenkirche St. Matthias gewesen war. Auch die Jesuitenkirche wurde seitdem vielfach St. Matthias genannt.
Im Zweiten Weltkrieg wurde die Kirche nur leicht beschädigt und kurz darauf wieder instand gesetzt. Zwischen 1947 und 1995 wurde die Kirche erneut von den Jesuiten genutzt. Heute dient die Kirche wieder als Pfarrkirche. Des Weiteren finden hier öfters Konzerte und musikalische Aufführungen statt.

## Architektur und Ausstattung
Die Namen-Jesu-Kirche ist ein einschiffiger barocker Bau. Die Polychromie sowie die Fresken im Inneren stammen von Johann Michael Rottmayr. Die Fresken zeigen das Leben Jesu sowie Episoden aus der Geschichte des Jesuitenordens. Im Zentrum der Kirche ist das Jesuskind in einem Sonnenwagen dargestellt, umgeben von den Aposteln, Würdenträgern des Jesuitenordens sowie von Papst Klemens IX. und Kaiser Leopold I.
Der Hochaltar stammt aus dem Jahr 1726 und wurde von Christoph Tausch geschaffen. Neben dem Altarraum in nördlicher Richtung befindet sich die Kapelle für Ignatius von Loyola, den Gründer des Jesuitenordens. Die Kanzel ist ein Werk von Franz Joseph Mangoldt.